# Nouvelle route du Littoral
Pour les articles homonymes, voir Route du littoral et NRL.
Ne doit pas être confondu avec Route du Littoral.

La nouvelle route du Littoral ou NRL est une voie rapide de La Réunion, département d'outre-mer français du sud-ouest de l'océan Indien. Portée par un ensemble de viaducs et de chaussées, cette route gagnée sur la mer d'une douzaine de kilomètres reliera à terme Saint-Denis à La Possession en remplaçant l'actuelle route du Littoral, trop exposée aux éboulis de la falaise au pied de laquelle elle se trouve et aux houles cycloniques et australes. Ce faisant, elle constituera une partie de la route nationale 1. Ce projet soulève de nombreux problèmes techniques, écologiques et financiers, et l'attribution de certains des marchés fait l'objet d'une enquête judiciaire,,.

## Projet
Le projet a fait l'objet de nombreuses études et de nombreuses variantes, allant d'une solution intégralement en viaduc sur la mer à une chaussée doublant l'actuelle route du Littoral avec différentes solutions intermédiaires. Un passage en tunnel sous La Montagne a également été étudié.
Le coût du projet était financé à hauteur d'1,6 milliard d'euros (base décembre 2011), soit 130 millions d'euros par kilomètre, à comparer aux 6 millions que nécessitent en moyenne un kilomètre d'autoroute en rase campagne,. Ce coût élevé vaut à la NRL le surnom de « la route la plus chère au monde ». La Chambre régionale des comptes a annoncé un surcoût d'environ 300 millions d'euros.
Le projet a fait l'objet d'un avis de l'Autorité environnementale repris à son compte par la ministre de l'environnement et du développement durable en octobre 2011, et d'un avis du Conseil national de la protection de la nature.

## Construction
Le viaduc de la Grande Chaloupe est inauguré le 8 septembre 2017 et pour les besoins du chantier, une circulation alternée en mode bidirectionnel est mise en place jusqu'au 10 septembre suivant.
En 2019, l'approvisionnement en roches pour la chaussée cause l'interruption des travaux. La route nécessite 3 millions de tonnes en gros rochers, dont l'approvisionnement nécessite l'ouverture de carrières à Saint-Leu et Bois-Blanc. Le tribunal administratif suspend en avril 2019 les autorisations d'ouverture, demandant une réflexion sur le schéma départemental des mines. Comme solution alternative, l'extraction de roches depuis les champs est bien plus onéreuse, et l'importation depuis le Moyen-Orient ne satisfait pas politiquement. L'important surcoût lié à l'approvisionnement, estimé entre 150 et 300 millions d'euros, causerait une sortie du cadre du code des marchés publics. 
Le 3 avril 2020, le Conseil d'État confirme la suspension du chantier. Le 20 juin, Didier Robert, alors président du conseil régional de La Réunion, annonce que le projet ne sera réalisé que partiellement. Un accord entre la région et les entrepreneurs a été trouvé le 31 juillet 2020, dont les termes restent à publier.
La nouvelle route est livrée le 30 mars 2021 pour la partie viaduc (Grande Chaloupe-Saint-Denis) avec une mise en service attendue pour fin 2021. La construction de la partie chaussée en mer (La Possession-Grande Chaloupe) est envisagée pour 2023 au plus tôt.
En 2021, la mauvaise installation de plusieurs centaines d'accropodes entraîne des retards supplémentaires. Des contentieux opposent la région et le groupement Bouygues-Vinci, qui demande une allonge budgétaire de 980 millions à 1,2 milliard d'euros pour financer les travaux supplémentaires non prévus.
À la mi février 2022, la nouvelle présidente du conseil régional Huguette Bello annonce sa volonté que la section La Possession-Grande Chaloupe prévue pour être construite sous la forme d'une chaussée le soit finalement sous la forme d'un viaduc similaire à celui de la section Le Barrachois-Grande Chaloupe. Le coût de ce pont est estimé entre 500 et 700 millions d'euros et son ouverture est prévue sept ans après les démarches administratives et études préalables, soit au mieux pour 2029 ou 2030. La nouvelle route du Littoral serait alors constituée d'une succession de trois viaducs, les chaussées se limitant aux portions de raccordement aux extrémités des différents viaducs. L'un des arguments invoqués pour le choix de cette solution est notamment liée au passage du cyclone Batsirai début février 2022 dont les vagues ont en partie submergé la route du Littoral construite en remblai — obligeant à sa fermeture et à sa rapide remise en état — alors qu'elles sont passées sans contrainte sous le viaduc du Littoral qui n'a pas été affecté par le passage du cyclone.
Le 28 août 2022, la nouvelle route est partiellement ouverte, sur une section de 8,7 km et dans un seul sens.

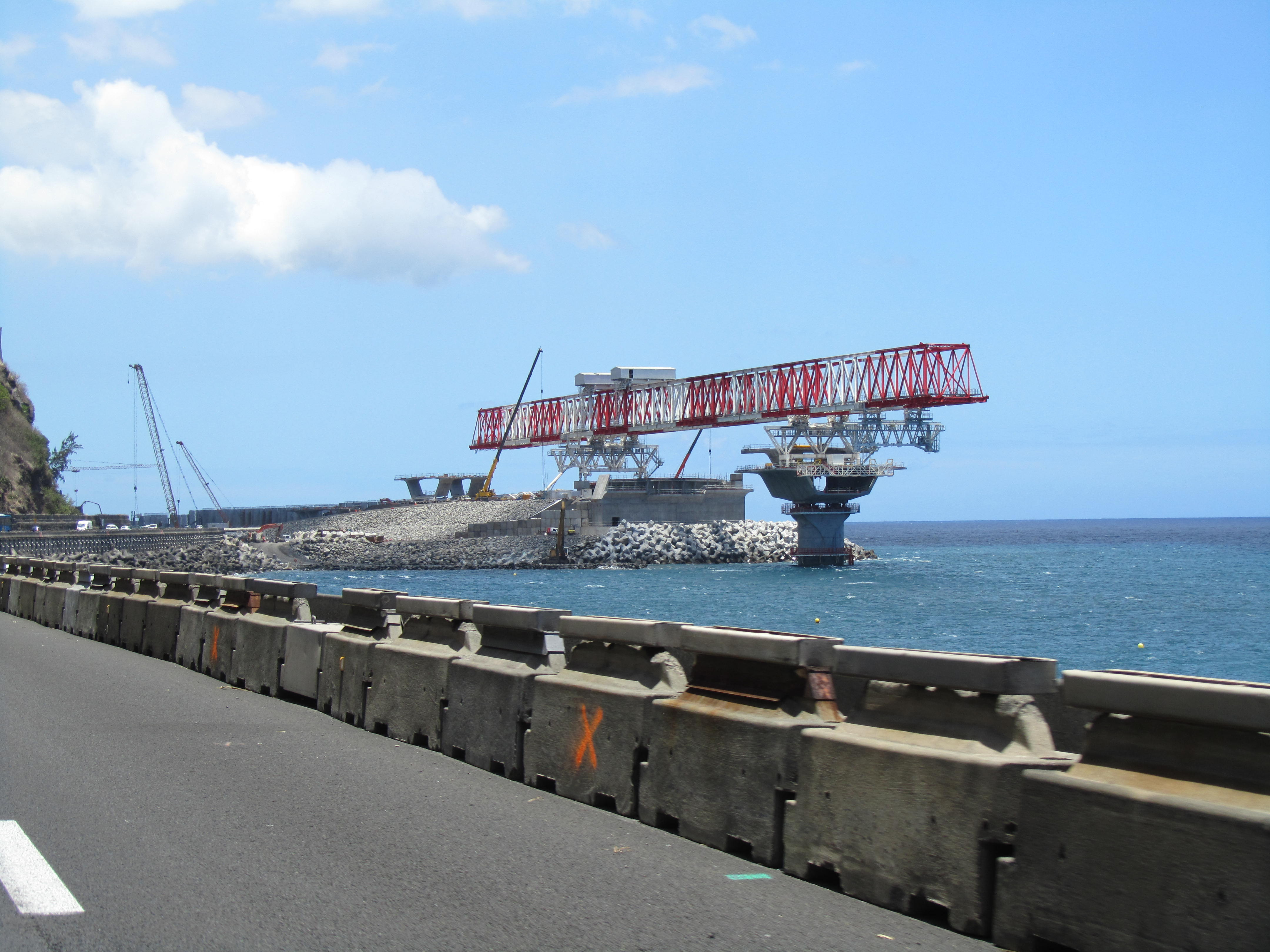
Le chantier du viaduc de la Grande Chaloupe en novembre 2016.
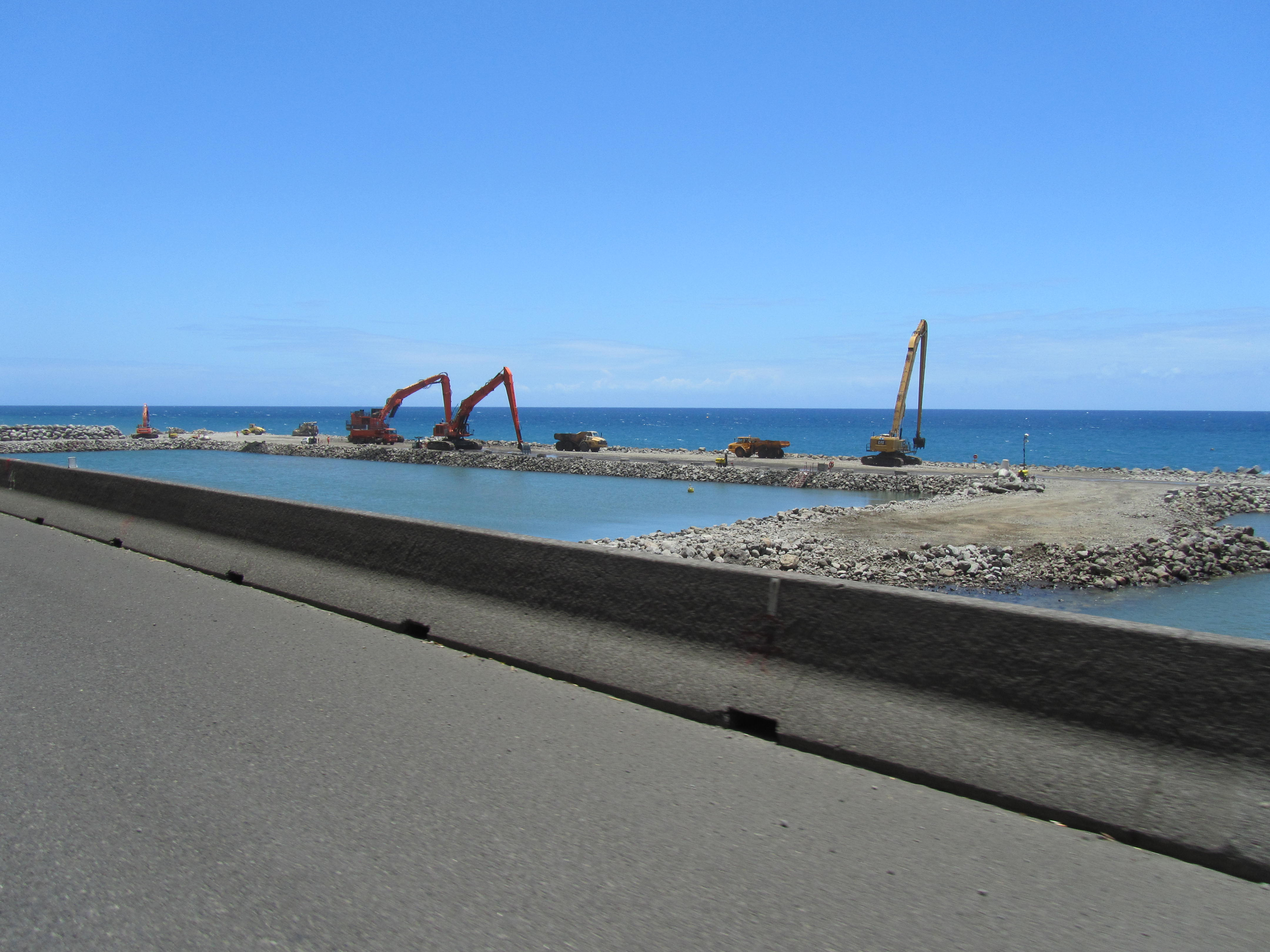
Remblais sur la mer au niveau du cap Bernard, dans le secteur de l'extrémité Est du futur viaduc du Littoral en novembre 2016.
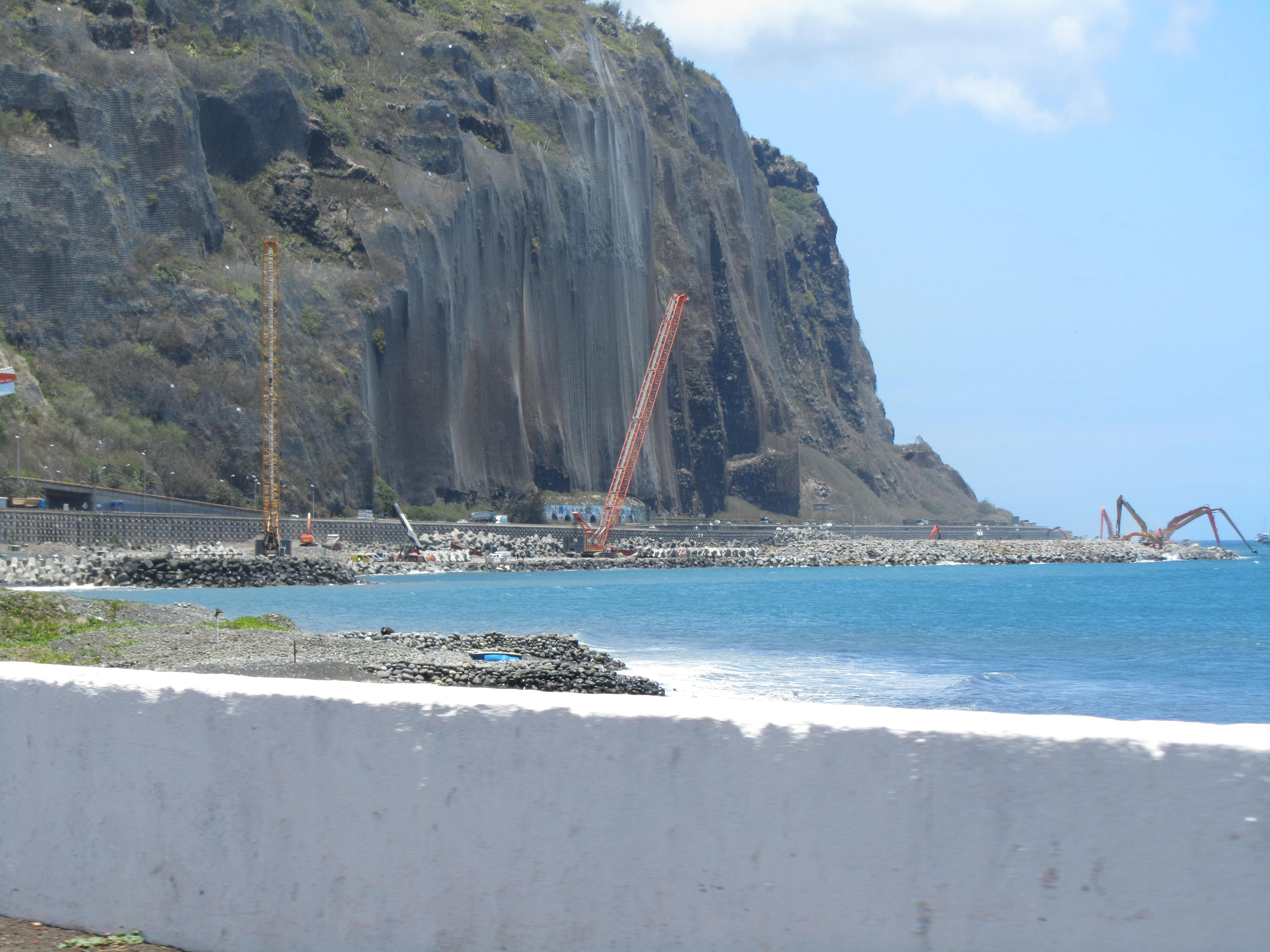
Nouvelle route du Littoral cap Bernard
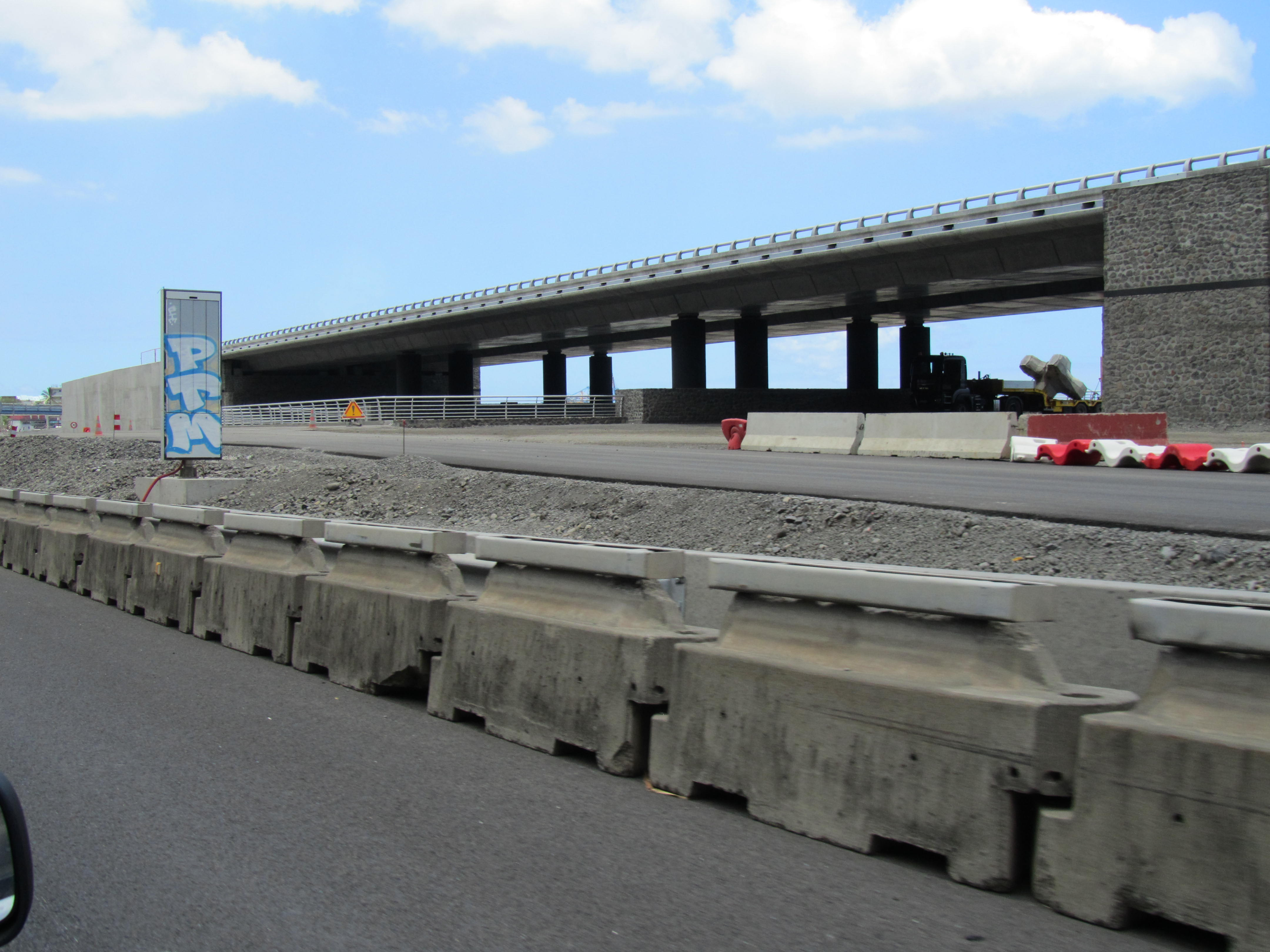
Viaduc de La Possession en 2018.
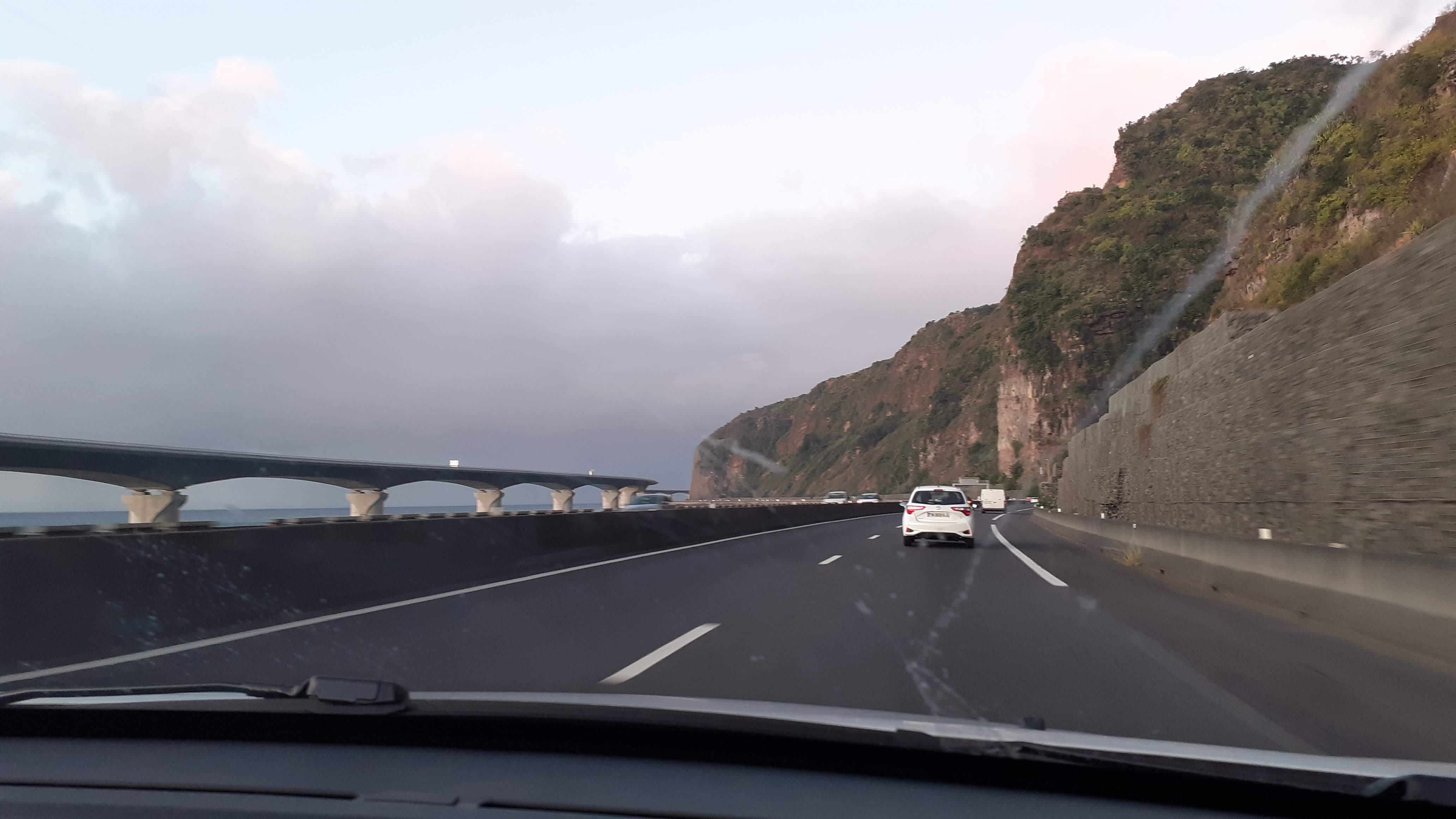
Vue de La Grande Chaloupe en 2022.